# Rochus
Rochus ist ein männlicher Vorname und ein Synonym für ‚Wut‘, ‚Ärger‘ in Redewendungen.

## Bedeutung des Vornamens
Die Herkunft des Namens ist nicht eindeutig geklärt. Überwiegend wird er abgeleitet als latinisierte Form des althochdeutschen Namens ‚Roho‘, einer Kurzform älterer Namen mit der Anfangssilbe Roch- (z. B. Rochold, Rochwald, Rochbert) von Althochdeutsch ‚Rochon‘ = ‚schreien, rufen, den Kriegsschrei ausstoßen‘, bzw. von diesen Namen selbst. Es findet sich aber auch die Ableitung von frz. ‚roche‘, span. ‚roca‘ = ‚Felsen‘ (eventuell in Analogie zu Petrus) und die Ableitung vom persischen ‚ruch‘ = ‚mit Bogenschützen besetzter Elefant‘.

## Redewendung
Das Substantiv „Rochus“ aus Redewendungen wie „einen Rochus auf jemanden haben“ (wütend auf jemand sein), „etwas aus Rochus tun“ (etwas aus Wut, Ärger, Groll tun) kommt über das Rotwelsche vom jiddischen Wort „rauches“ und bedeutet „Ärger“, „Zorn“.
Im Nürnberger Raum gibt es die Redewendung „… sonst holt dich der Rochus“, die auf die Entstehung des St.-Rochus-Friedhofs während der Pestepidemie 1518 zurückgeht.

## Namenstag
- 16. August

## Namensträger

### Heiliger Rochus
- Rochus von Montpellier (~1295–1379), Volksheiliger und Schutzpatron der Pestkranken
- Roque González de Santa Cruz (1576–1628), Missionar und erster Heiliger von Paraguay

### Vorname
- Rochus Aust (* 1968), deutscher Trompeter und Komponist
- Rochus Dedler (1779–1822), deutscher Komponist
- Rochus Franz Ignaz Egedacher (1749–1824), Salzburger Priester, gelegentlicher Orgelbauer und Geistlicher Chorvikar
- Rochus Gliese (1891–1978), deutscher Bühnenbildner und Filmregisseur
- Rochus Haas (1837–1903), österreichischer Bildhauer
- Rochus Hahn (* 1960), deutscher Comic- und Drehbuchautor
- Rochus Kohlbach (1892–1964). österreichischer katholischer Geistlicher, Schriftsteller und Kunsthistoriker
- Rochus Leonhardt (* 1965), deutscher evangelischer Theologe, Professor für Systematische Theologie
- Rochus Freiherr von Liliencron (1820–1912), Begründer der Allgemeinen Deutschen Biographie
- Rochus zu Lynar (Baumeister) (1525–1596), florentinischer Festungsbaumeister und Militär
- Rochus Carl zu Lynar (1745–1825), dänischer Generalleutnant
- Rochus Friedrich zu Lynar (Diplomat) (1708–1781), deutscher Diplomat, Herr von Lübbenau
- Rochus Friedrich zu Lynar (Politiker) (1857–1928), deutscher Offizier und Politiker, Herr von Lübbenau
- Rochus Merz von Staffelfelden († 1563), kaiserlicher Rat, Herr von Staffelfelden und Schramberg
- Rochus Misch (1917–2013), deutscher SS-Mann
- Rok Petrovič (1966–1993), slowenischer Skirennläufer
- Rochus von Rheinbaben (1893–1937), deutscher Diplomat, politischer Aktivist und Schriftsteller
- Rochus Schmid (* 1968), deutscher Chemiker, seit 2015 Professor für Anorganische Chemie
- Rochus Schmidt (1860–1938), preußischer Offizier und Kolonialpionier
- Rochus Spiecker (1921–1968), deutscher Publizist und Theologe
- Rochus Schmid (* 1968), deutscher Chemiker
- Rochus Schüch (1788–1844), Gymnasialprofessor für Mathematik und Naturwissenschaft und  Mineraloge
- Rochus Josef Tatamai (* 1962), papua-neuguineischer römisch-katholischer Ordensgeistlicher, Erzbischof von Rabaul

### Familienname
- Christophe Rochus (* 1978), belgischer Tennisspieler
- Olivier Rochus (* 1981), belgischer Tennisspieler
- Ottilie Rochus (1928–2016), österreichische Politikerin

### Kunstfigur
- Rochus Pumpernickel war ein am Anfang des 19. Jahrhunderts überaus beliebtes und erfolgreiches Singspiel in drei Akten[5] von Mathias Stegmayer, UA 1810.

In der kleinen rumänisch-siebenbürgischen Gemeine Roseln (Ruja) im Kreis Hermannstadt (Sibiu) tritt der Familienname Rochus gehäuft auf. Bevor die Siebenbürger Sachsen nach Deutschland und Österreich ausgewandert sind, gab es dort an die zehn Familien dieses Namens.

## Varianten
- Rocco (italienisch)
- Roko (kroatisch)
- Roch (französisch)
- Roque (spanisch, portugiesisch)
- Rok (slowenisch)
- Rok (kroatisch)
- Rokas (baltisch)
- Rock (amerikanisches Englisch), Koseform ‚Rocky‘
- Rokos (griechisch, ein beliebter Name in Gegenden – meist Inseln – mit katholischen Minderheiten)
- Rockus (schwedisch)
- Rokkus (dänisch, norwegisch)

## Stadtpatron der Städte
- Venedig
- Parma
- Montpellier
- Wittlich
- Lohr am Main
- Steinheim
- Drniš, Sveti Rok (Kroatien)
- Montescaglioso (Italien)
- Dąbrówka Górna (Oberschlesien)